# Willian Popp
Willian Popp (* 13. April 1994 in Joinville) ist ein brasilianischer Fußballspieler.

## Karriere
Das Fußballspielen erlernte Willian Popp in der Jugendmannschaft vom Joinville EC in Joinville im Bundesstaat Santa Catarina. Hier unterschrieb er 2014 auch seinen ersten Profivertrag. Nach Vertragsunterschrift wurde er umgehend bis Dezember 2014 nach Mogi Mirim zum dortigen Mogi Mirim EC ausgeliehen. 2016 verließ er Brasilien und ging nach Südkorea, wo er sich Busan IPark anschloss. Der Verein aus Busan spielte in der zweiten Liga, der K League 2. Nach 38 Spielen und 18 Toren wechselte er 2017 nach Japan. Hier unterschrieb er einen Vertrag bei dem in der J2 League spielenden Avispa Fukuoka in Fukuoka. Nach einer Saison ging er 2018 wieder nach Südkorea. Bucheon FC 1995, ein Zweitligist aus Bucheon, nahm ihn für eine Saison unter Vertrag. Nach Vertragsende ging er wieder in seine Heimat und spielte 2019 für Figueirense FC und Ceará SC. 2020 ging er wieder nach Asien. In Thailand unterschrieb er einen Vertrag bei Muangthong United. Der Verein aus Pak Kret, einem nördlichen Vorort der Hauptstadt Bangkok, spielte in der ersten Liga, der Thai League. Für Muangthong bestritt er 50 Ligaspiele und erzielte dabei 27 Tore. Im Juli 2022 wurde sein Vertrag nicht verlängert. Im August 2022 kehrte er in seine Heimat zurück. Hier schloss er sich dem Zweitligisten Chapecoense aus Chapecó an. Für Chapecoense bestritt er 13 Zweitligaspiele. Im Dezember 2022 kehrte er nach Thailand zurück. Hier schloss er sich seinem ehemaligen Verein Muangthong United an. Im Juli 2024 wurde sein Vertrag bei Muangthong verlängert. Direkt im Anschluss wurde er an den chinesischen Erstligisten Shanghai Port FC ausgeliehen. Dort kam er jedoch nur in fünf Gruppenspielen der AFC Champions League Elite zum Einsatz, erzielte dabei in der Partie gegen Johor Darul Ta’zim FC (2:2) einen Treffer und kehrte Anfang des Jahres 2025 wieder nach Muangthong zurück.

## Erfolge
Joinville EC
- Campeonato Catarinense: 2015 (2. Platz)